# ماهیان نیمه‌چرمی
ماهیان نیمه‌چرمی (نام علمی: Hemitaurichthys) نام یک سرده از خانواده پروانه‌ماهی است.